# منتیل ایزووالرات
منتیل ایزووالرات، که با نام والیدولوم نیز شناخته می‌شود، یک منتیل استر از ایزووالریک اسید است. این ماده به صورت مایعی روغنی، بی رنگ و شفاف با بویی مشابه منتول است. در اتانول به مقدار بسیار کمی محلول است، در حالی که عملاً در آب حل نمی‌شود. این ماده به عنوان افزودنی غذایی برای ایجاد عطر و طعم استفاده می‌شود.

## استفاده پزشکی
در ایالت‌های اتحاد جماهیر شوروی سابق از جمله روسیه، منتیل ایزووالرات به عنوان داروی ضداضطراب با نام‌های تجاری مختلف از جمله Validol ،Valofin و Menthoval فروخته می‌شد.

## یادداشت
1. ↑  Menthyl isovalerate
2. ↑  validolum